# Nevoso

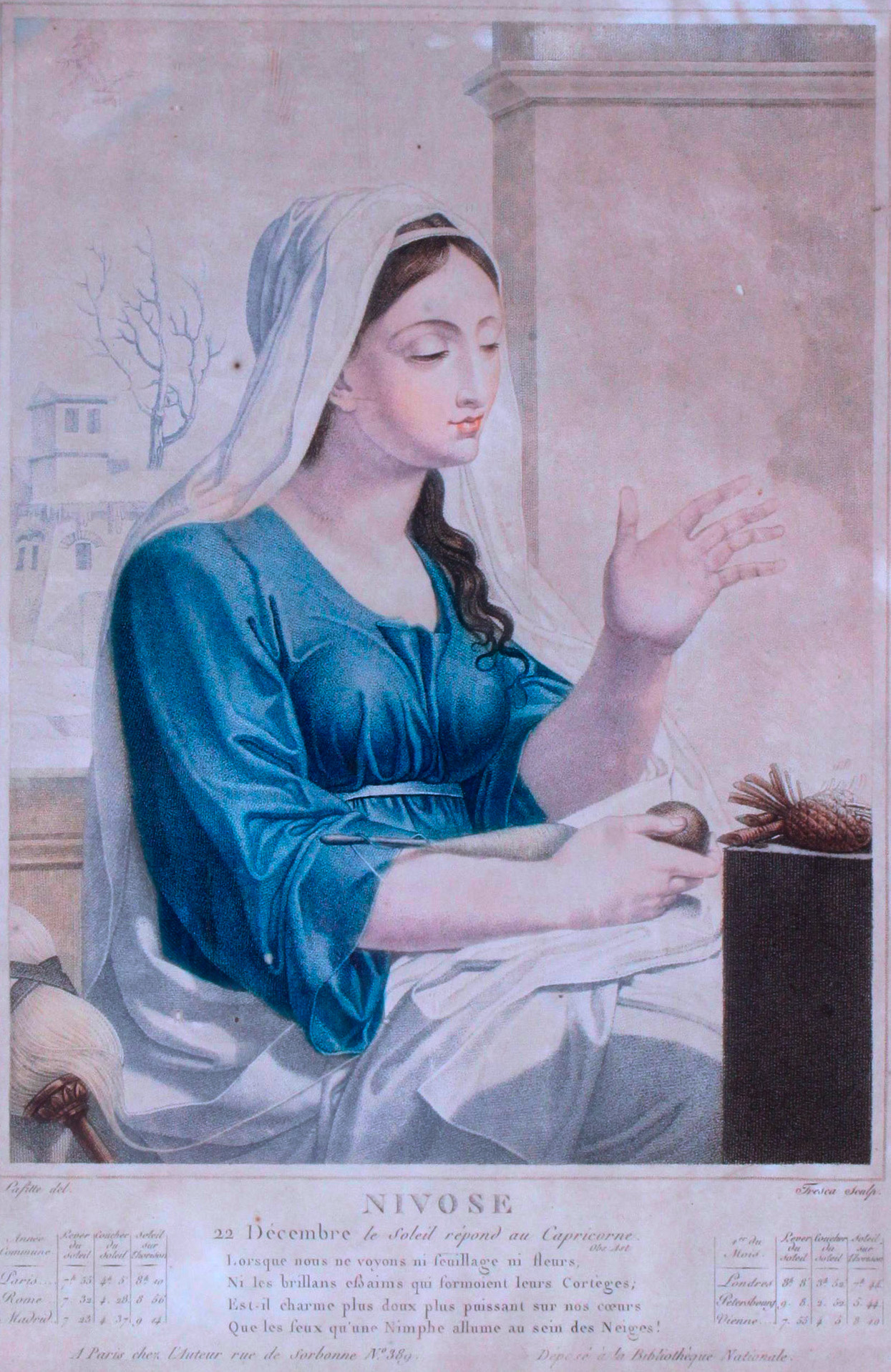
Louis Lafitte: Allegoria di Nevoso

Nevoso (in francese nivôse) era il nome del quarto mese del calendario rivoluzionario francese e corrispondeva, a seconda dell'anno, con il periodo compreso tra il 21/23 dicembre e il 19/21 gennaio nel calendario gregoriano. Era il primo dei mois d'hiver (mesi d'inverno); seguiva frimaio e precedeva piovoso.
Il mese di nevoso deve la sua etimologia "alla neve che imbianca la terra da dicembre a gennaio", secondo i termini del rapporto presentato alla Convenzione nazionale il 3 brumaio anno I (24 ottobre 1793) da Fabre d'Églantine, in nome della "commissione incaricata della stesura del calendario".
Il decreto del 4 frimaio anno I (24 novembre 1793) stabilì l'ortografia francese della parola in nivose, ma nella storiografia è invalso l'uso dell'accento circonflesso, che contraddistingue anche oggi la variante più diffusa.

## Tabella dei nomi dei giorni
Come tutti i mesi del calendario repubblicano francese, il mese di nevoso era composto da 30 giorni e suddiviso in tre decadi. Ogni giorno aveva un nome proprio, ma contrariamente agli altri mesi del calendario repubblicano per il mese di nevoso non vennero scelti nomi tratti dal regno vegetale. Come spiegò lo stesso Fabre d'Églantine, "durante il mese di nevoso la terra è chiusa e di solito coperta di neve. In questo periodo la terra si riposa e non vi sono prodotti dell'agricoltura che caratterizzano questo mese, cosicché abbiamo scelto nomi di animali o di sostanze minerali utilizzate in agricoltura."
Per il quinto (quintidì) e decimo (decadì) giorno di ogni decade venne invece mantenuto il modello degli altri mesi ed essi vennero difatti denominati rispettivamente col nome di un animale e con quello di un oggetto per l'agricoltura.
|          | 1ª decade | 1ª decade                       | 2ª decade | 2ª decade                | 3ª decade | 3ª decade                   |
| Primidì  | 1.        | Tourbe (Torba)                  | 11.       | Granit (Granito)         | 21.       | Vp. Pierre à plâtre (Gesso) |
| Duodì    | 2.        | Houille (Carbone bituminoso)    | 12.       | Argile (Argilla)         | 22.       | Sel (Sale)                  |
| Tridì    | 3.        | Bitume (Bitume)                 | 13.       | Ardoise (Ardesia)        | 23.       | Fer (Ferro)                 |
| Quartidì | 4.        | Soufre (Zolfo)                  | 14.       | Grès (arenaria)          | 24.       | Cuivre (Rame)               |
| Quintidì | 5.        | Chien (Cane)                    | 15.       | Lapin (Coniglio)         | 25.       | Chat (Gatto)                |
| Sestidì  | 6.        | Lave (Lava)                     | 16.       | Silex (Selce)            | 26.       | Étain (Stagno)              |
| Settidì  | 7.        | Terre végétale (Terra vegetale) | 17.       | Marne (Marna)            | 27.       | Plomb (Piombo)              |
| Ottidì   | 8.        | Fumier (Letame)                 | 18.       | Pierre à chaux (Calcare) | 28.       | Zinc (Zinco)                |
| Nonidì   | 9.        | Salpêtre (Salnitro)             | 19.       | Marbre (Marmo)           | 29.       | Mercure (Mercurio)          |
| Decadì   | 10.       | Fléau (Correggiato)             | 20.       | Van (Setaccio)           | 30.       | Crible (Colino)             |

## Tabella di conversione
| I. | II. | III. | V. | VI. | VII. |

| dicembre | 1792-1793 | 1793-1794 | 1794-1795 | 1796-1797 | 1797-1798 | 1798-1799 | gennaio |

| I. | II. | III. | V. | VI. | VII. |

| dicembre | 1792-1793 | 1793-1794 | 1794-1795 | 1796-1797 | 1797-1798 | 1798-1799 | gennaio |

| IV. | VIII. | IX. | X. | XI. | XIII. | XIV. |

| dicembre | 1795-1796 | 1799-1800 | 1800-1801 | 1801-1802 | 1802-1803 | 1804-1805 | 1805 | gennaio |

| IV. | VIII. | IX. | X. | XI. | XIII. | XIV. |

| dicembre | 1795-1796 | 1799-1800 | 1800-1801 | 1801-1802 | 1802-1803 | 1804-1805 | 1805 | gennaio |

| XII. |

| dicembre | 1803-1804 | gennaio |

| XII. |

| dicembre | 1803-1804 | gennaio |